# Mètodes d'entrada del xinès per a ordinadors
Els mètodes d'entrada de l'escriptura xinesa són un conjunt de procediments informàtics per transcriure els caràcters xinesos dins d'una aplicació que utilitza aquest idioma.
L'enorme quantitat de caràcters que s'utilitzen per escriure en xinès, sigui cantonès o mandarí, tradicional o simplificat, dificulta la transcripció en sistemes informàtics. Per solucionar aquest problema s'han desenvolupat diferents mètodes per transcriure caràcters xinesos que s'anomenen IME (per les seves sigles en anglès Input Method Editors).

## Tipus de mètodes informàtics
Els mètodes poden ser de diferents tipus:
- Basats en l'estructura dels caràcters.
- Basats en pronunciació o transliteració.
- Reconeixement de veu.
- Reconeixement de la cal·ligrafia.

Dins de cadascun d'aquests tipus hi ha diferents variacions, i tenen punts forts i punts febles. Per exemple, el basat en la pronunciació pinyin (que fa servir l'alfabet llatí) és fàcil d'aprendre per qui estigui familiaritzat amb aquest sistema de transliteració, però entre els sistemes més veloços es troba el Wubi, que serveix per caràcters simplificats, encara que té una corba d'aprenentatge baixa. Un equivalent per als caràcters tradicionals és el Dayi, molt difós a Taiwan. També a Taiwan es fa servir el Zhuyin o Bopomofo, basat en caràcters fonètics propis. Aquests sistemes, combinats amb mètodes especials d'inserció de frases o amb memòria de caràcters més usats, proporcionen velocitats similars o majors a les d'un bon mecanògraf occidental.
Aquests sistemes funcionen per a diversos tipus de codificació de caràcters, com el GB, GBK o Big5.